# Futbol'nyj Klub Polissja Žytomyr
Il Futbol'nyj Klub Polissja Žytomyr (in ucraino Футбольний клуб Полісся Житомир?, meglio noto come Polissya Zhytomyr, è una società calcistica ucraina con sede nella città di Žytomyr. Milita nella Prem"jer-liha, la massima serie del campionato ucraino di calcio.

## Storia
Fondato nel 1959 come Avanhard, l'anno successivo cambia denominazione in Polissja, rimanendo tale fino al 1967. Proprio nel 1967, con la denominazione Avtomobilist, vince il campionato della RSS Ucraina, ottenendo la promozione nella seconda serie sovietica. Disputa i campionati sovietici di seconda divisione 1968 e 1969. Nel 1972, vince la Coppa della RSS Ucraina battendo in finale lo Šachtar per 1-0.
Dal 1977, con la riforma dei campionati sovietici, il club milita nella terza divisione nazionale, con la denominazione di Spartak. Tale denominazione rimane fino al 1989, quando riprende brevemente la denominazione di Polissja. Nel 1990, vince la sua seconda Coppa della RSS Ucraina, stavolta battendo in finale il Naftovyk-Ukrnafta.
A seguito del crollo dell'Unione Sovietica, il club ripartì dalla Perša Liha 1992, seconda serie del neonato campionato di calcio ucraino, retrocedendo subito in Druha Liha.
A partire dalla stagione 1992-93, la società cambiò denominazione in Chimik. Ritornata subito in Perša Liha, vi rimase fino alla retrocessione avvenuta nel 2000 (nel '98, la società aveva nuovamente cambiato denominazione in Polissja). Risalita dopo un solo anno, rimane nella serie cadetta fino alla stagione 2004-2005, quando si ritira a campionato in corso per motivi finanziari.
Nel 2005, due società dilettantistiche hanno rappresentato la città di Žytomyr: OFK Žytyčy e MFK Žytomyr. Ambedue le compagini hanno avuto vita breve, sciogliendosi dopo meno di un anno.
Nel 2016, su decisione del consiglio comunale cittadino, è stata creata una nuova società denominata IFK Žytomyr, con l'intenzione di continuare la tradizione sportiva del defunto Polissja. Nel 2017, la società riprende il suo nome storico, ottiene inoltre lo status di club professionistico e si iscrive alla Druha Liga, la terza serie del campionato ucraino, nonché ultimo gradino del calcio professionistico nel paese.
Nella stagione 2019-2020, in virtù del secondo posto nel girone A, ottiene la promozione in Perša Liha, a quindici anni dall'ultima partecipazione. Tre anni dopo, il Polissja ottiene la sua prima storica promozione in Prem"jer-liha, grazie alla vittoria del campionato 2022-2023.

## Statistiche e record

### Statistiche nelle competizioni UEFA
Tabella aggiornata alla stagione 2024-2025.
| Competizione           | Partecipazioni | G | V | N | P | RF | RS |
| ---------------------- | -------------- | - | - | - | - | -- | -- |
| UEFA Conference League | 1              | 2 | 0 | 0 | 2 | 1  | 4  |

## Organico

### Rosa 2025-2026
| N. |                               | Ruolo | Calciatore                |
| -- | ----------------------------- | ----- | ------------------------- |
| 1  | Ucraina (bandiera)            | P     | Oleh Kudryk               |
| 2  | Albania (bandiera)            | D     | Andi Hadroj               |
| 3  | Brasile (bandiera)            | D     | Lucas Taylor              |
| 4  | Ucraina (bandiera)            | D     | Mykyta Kravčenko          |
| 5  | Ucraina (bandiera)            | D     | Eduard Sarapij            |
| 6  | Brasile (bandiera)            | C     | Talles Costa              |
| 7  | Ucraina (bandiera)            | A     | Oleksandr Nazarenko       |
| 8  | Ucraina (bandiera)            | C     | Ruslan Babenko (capitano) |
| 9  | Ucraina (bandiera)            | A     | Oleksandr Filippov        |
| 10 | Israele (bandiera)            | C     | Tomer Yosefi              |
| 11 | Ucraina (bandiera)            | A     | Oleksij Huculjak          |
| 13 | Ucraina (bandiera)            | D     | Danylo Beskorovajnyj      |
| 14 | Israele (bandiera)            | C     | Ofek Biton                |
| 15 | Ucraina (bandiera)            | D     | Bohdan Mychajličenko      |
| 16 | Macedonia del Nord (bandiera) | A     | Dimitar Trajkov           |
| 18 | Ucraina (bandiera)            | C     | Oleksandr Andrijevs'kyj   |
| 23 | Ucraina (bandiera)            | P     | Jevhenij Volynec'         |

| N. |                           | Ruolo | Calciatore         |
| -- | ------------------------- | ----- | ------------------ |
| 27 | Rep. del Congo (bandiera) | A     | Béni Makouana      |
| 29 | Rep. del Congo (bandiera) | C     | Borel Tomandzoto   |
| 30 | Ucraina (bandiera)        | C     | Bohdan Ljednjev    |
| 31 | Georgia (bandiera)        | D     | Giorgi Maisuradze  |
| 34 | Brasile (bandiera)        | D     | João Vialle        |
| 38 | Ucraina (bandiera)        | C     | Jaroslav Karaman   |
| 40 | Portogallo (bandiera)     | A     | André Gonçalves    |
| 44 | Ucraina (bandiera)        | D     | Serhij Čobotenko   |
| 50 | Ucraina (bandiera)        | C     | Jevhenij Mykytjuk  |
| 55 | Ucraina (bandiera)        | D     | Borys Krušyns'kyj  |
| 58 | Ucraina (bandiera)        | D     | Serhij Kornijčuk   |
| 60 | Ucraina (bandiera)        | C     | Maksym Mel'nyčenko |
| 89 | Ucraina (bandiera)        | A     | Mykola Hajdučyk    |
| 95 | Azerbaigian (bandiera)    | C     | Emil Mustafayev    |
| 99 | Ucraina (bandiera)        | P     | Viktor Ulihanec'   |
|    | Croazia (bandiera)        | D     | Matej Matić        |
|    | Venezuela (bandiera)      | A     | Luifer Hernández   |

## Cronistoria del nome
- 1959: Fondato come Avanhard
- 1960: Rinominato in Polissja
- 1967: Rinominato in Avtomobilist
- 1977: Rinominato in Spartak
- 1989: Rinominato in Polissja
- 1992: Rinominato in Chimik
- 1997: Rinominato in Polissja
- 2016: Rifondato come IFK Žytomyr
- 2017: Rinominato in Polissja

## Palmarès

### Competizioni nazionali
- Campionato della RSS Ucraina: 1

1967
- Coppa della RSS Ucraina: 2

1972, 1990
- Perša Liha: 1

2022-2023
- Druha Liha: 1

2000-2001

### Altri piazzamenti
- Coppa d'Ucraina:

Semifinalista: 2023-2024, 2024-2025
- Druha Liha:

Secondo posto: 1992-1993, 2019-2020
Terzo posto: 2018-2019